# Таврійський
Таврі́йський — мікрорайон Херсона, є складовою частиною Центрального району.
Знаходиться на північному сході міста.
Таврійський є найбільшим мікрорайоном міста. Складається з чотирьох основних складових — I, II, III та IV районів. У мікрорайоні розташовано 5 шкіл, 3 вищих навчальних заклади, колишній кінотеатр «Авангард», Ботанічний сад при ХДУ тощо. Зелені насадження становлять 11 гектарів. Центр району — площа ім. 200-річчя Херсона. Цікаві за своїм плануванням вулиці Покришева, Полковника Кедровського, Джона Говарда, Каштанова.

## Галерея

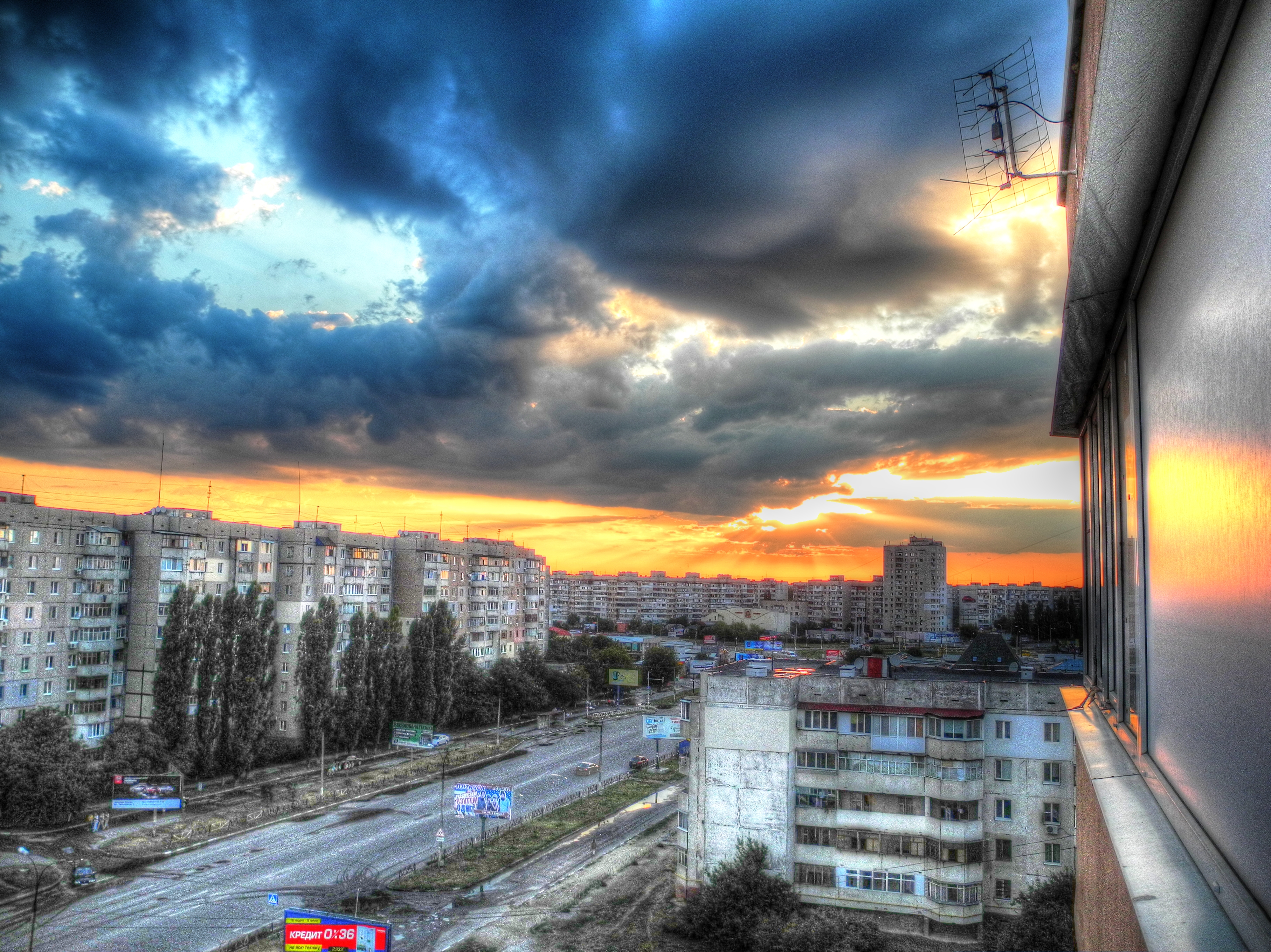
3-й, 4-й та 1-й Таврійський райони
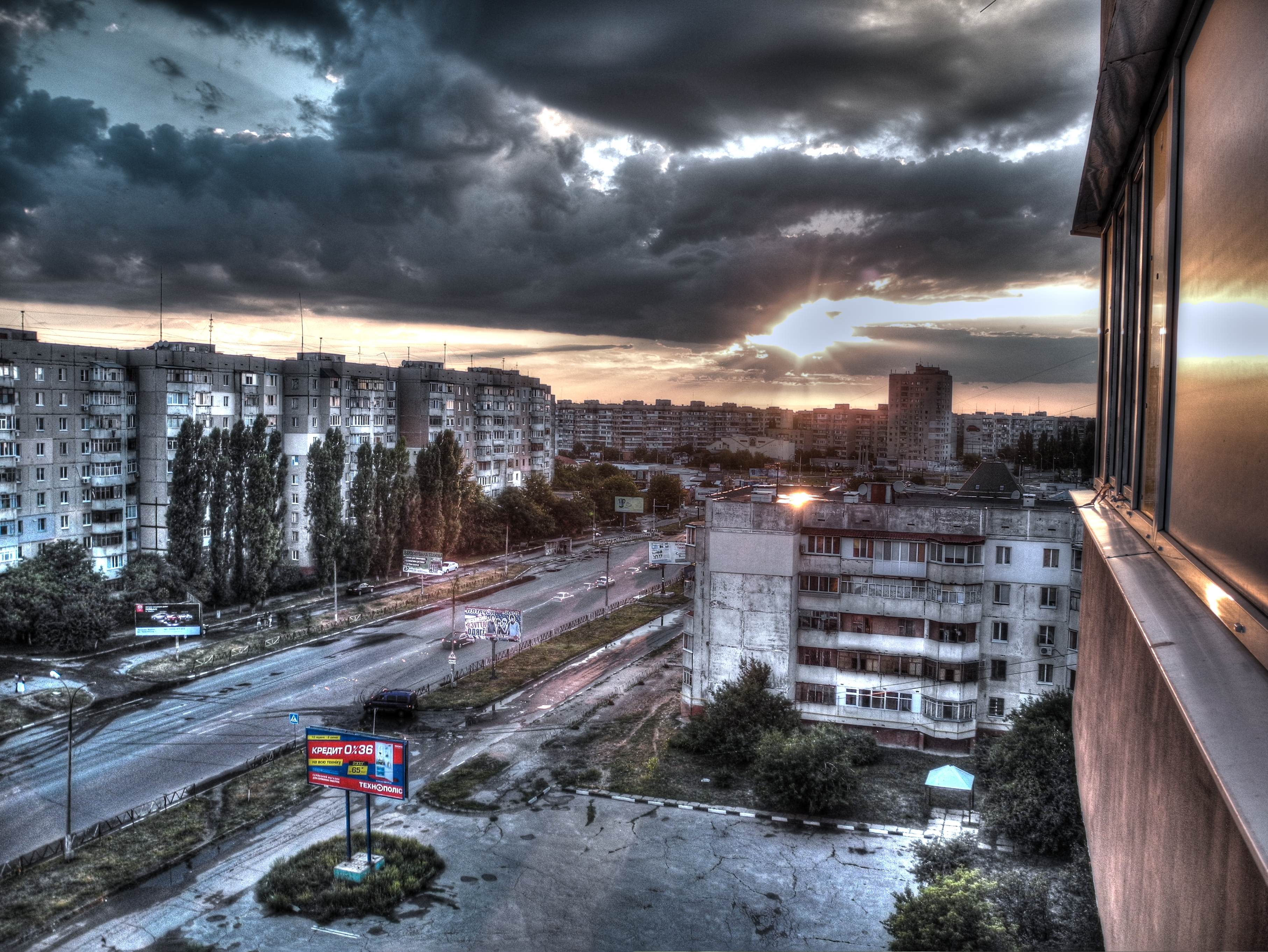
3-й, 4-й та 1-й Таврійський райони
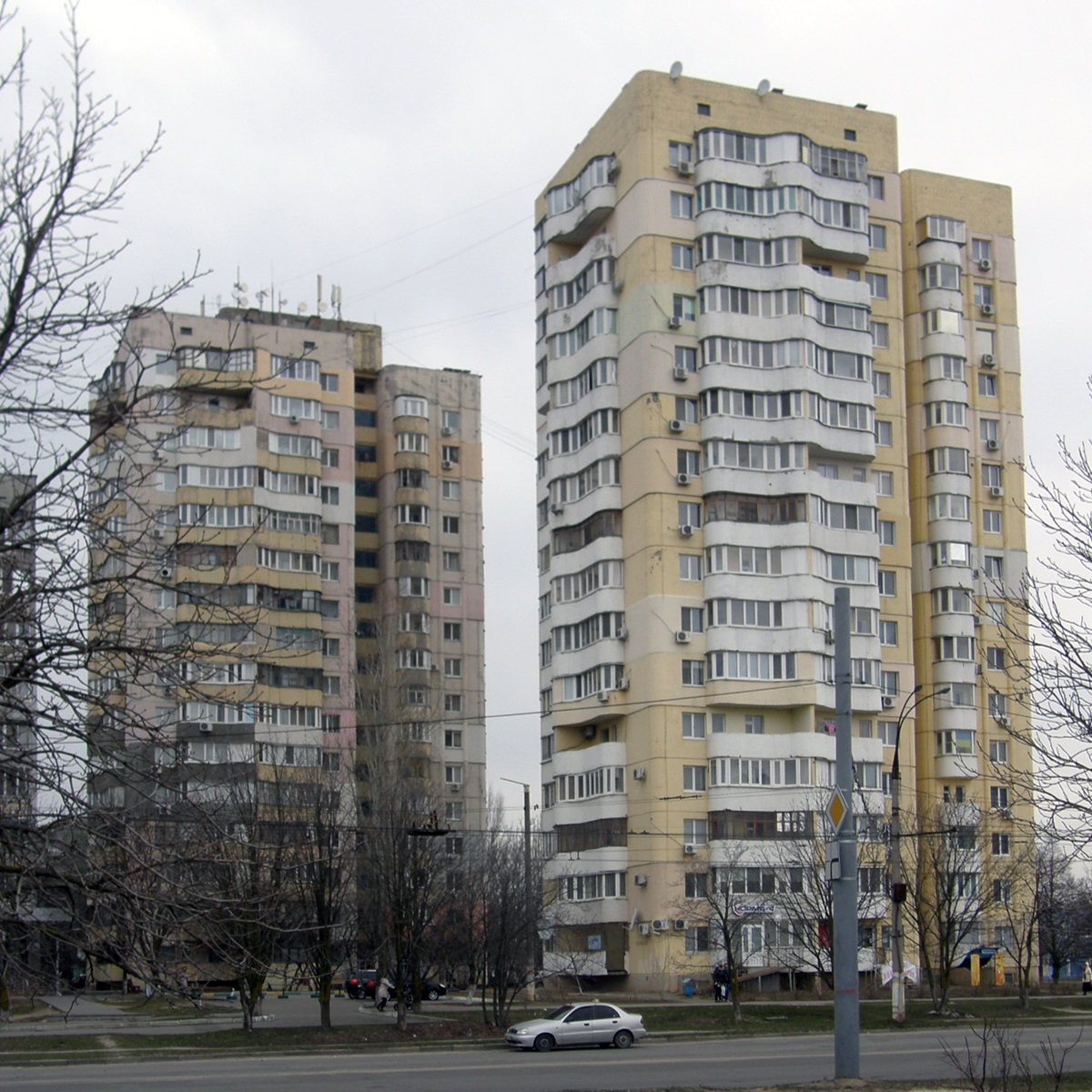
1-й мікрорайон, монолітні будинки на розі вул. Покришева і 49-ї Гвардійської дивізії
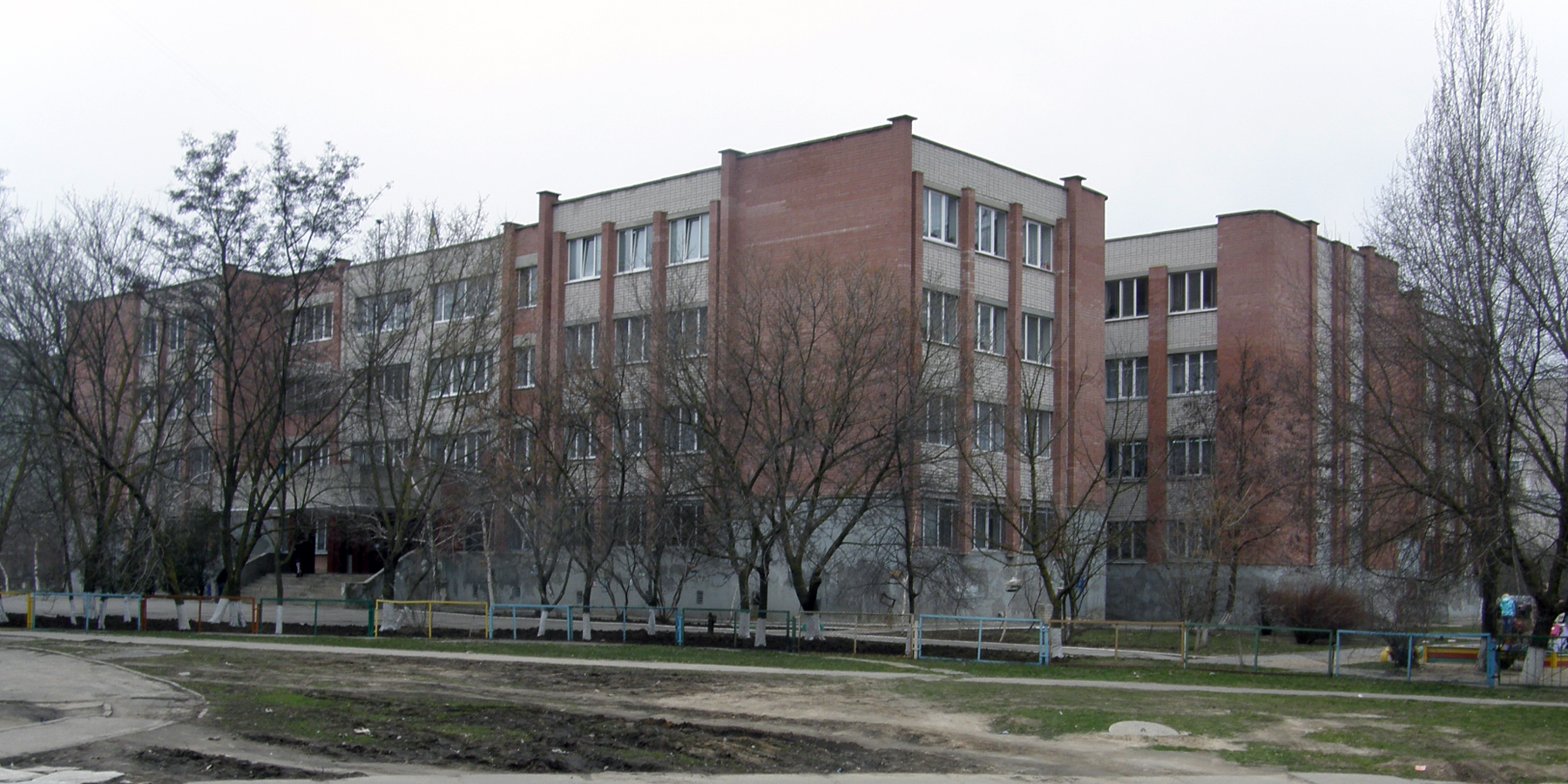
3-й мікрорайон, школа № 56, 1990, типовий проєкт 224-1-431.85